# Петропиги
Петропиги или Кая Бунар (на гръцки: Πετροπηγή, до 1926 година Καγιά Μπουνάρ, Кая Бунар, до 1954 година Δουκάλιον, Дукалион) е село в Гърция, дем Места (Нестос), административна област Източна Македония и Тракия. 

## География
Разположено е на около 22 километра източно от Кавала, на надморска височина от 70 метра.

## История
Край селото са открити останките от Петропигийската крепост, датирана към XIII - XIV век.

### В Османската империя
В XIX век е село в Саръшабанска каза на Османската империя. Александър Синве („Les Grecs de l’Empire Ottoman. Etude Statistique et Ethnographique“), който се основава на гръцки данни, в 1878 година пише, че в Кая бунар (Kaya-Bounar) живеят 240 гърци. На австро-унгарската военна карта е отбелязано като Каябунар (Kajabunar). Съгласно статистиката на Васил Кънчов („Македония. Етнография и статистика“) към 1900 година Къя Бунаръ е гръцко селище и в него живеят 200 гърци християни.
Всички жители на Каябунар са под върховенството на Вселенската патриаршия - по данни на секретаря на Българската екзархия Димитър Мишев („La Macédoine et sa Population Chrétienne“) в 1905 година в Кия бунар (Kia-Bounar) има 175 гърци.
Според гръцка статистика към 1911 година селото е изцяло гръцко с 200 жители гърци.

### В Гърция
В 1913 година селото попада в Гърция след Междусъюзническата война. Според статистика от 1913 година има население от 265 души. Селото е споменато като самостоятелно селище в 1924 година. В 20-те години тук са заселени 323 гърци бежанци.
Българска статистика от 1941 година показва 791 жители.
Населението традиционно се занимава с отглеждане на тютюн, пшеница и ориз, като се занимава и с краварство.
| Име          | Име           | Ново име       | Ново име       | Описание                                                                      |
| ------------ | ------------- | -------------- | -------------- | ----------------------------------------------------------------------------- |
| Ак гьол      | Ακ Γκιόλ      | Оризонтес      | Ορυζῶνες       | местност, Ю от Петропиги                                                      |
| Кичигирен    | Κιτσίγκιρεν   | Алмира         | Αλμύρα         | местност, ЮЗ от Петропиги                                                     |
| Касламарикия | Κασλαμαρίκια  | Фитория        | Φυτώρια        | местност, Ю от Петропиги                                                      |
| Кая бунар    | Καγιὰ Μπουνὰρ | Панагия        | Παναγία        | развалините на старото село, С от Петропиги                                   |
| Дермен дере  | Ντερμὲν Ντερὲ | Трис Врисес    | Τρεῖς Βρύσες   | река в Урвил, СЗ от Петропиги                                                 |
| Домашли      | Ντομασλῆ      | Каридиес       | Καρυδιὲς       | връх в Урвил (678 m), СЗ от Петропиг                                          |
| Деде         | Ντεντὲ        | Агиос Николаос | Αγιος Νικόλαος | връх в Урвил (689 m), С от Петропиги, прекръстен със същия указ и на Агровуни |

Става част от тогавашния дем Саръшабан по закона Каподистрияс от 1997 година. С въвеждането на закона Каликратис, Петропиги става част от дем Места.
Според преброяването от 2001 година има 530 жители, а според преброяването от 2011 година има 522 жители.
| Година    | 1913 | 1920 | 1928 | 1940 | 1951 | 1961 | 1971 | 1981 | 1991 | 2001 | 2011 | 2021 |
| --------- | ---- | ---- | ---- | ---- | ---- | ---- | ---- | ---- | ---- | ---- | ---- | ---- |
| Население | 200  | 265  | 196  | 460  | 722  | 847  | 570  | 630  | 596  | 530  | 522  | 453  |